# اووایاتیکولام
اووایاتیکولام (به لاتین: Uvayatikulam) یک منطقهٔ مسکونی در سری‌لانکا است که در استان شمالی (سری‌لانکا) واقع شده‌است.